# Гаральд фон Болен унд Гальбах
Гаральд Георг Вільгельм фон Болен унд Гальбах (нім. Harald Georg Wilhelm von Bohlen und Halbach; 30 травня 1916 — 6 листопада 1983) — німецький підприємець і офіцер, оберлейтенант вермахту.

## Біографія

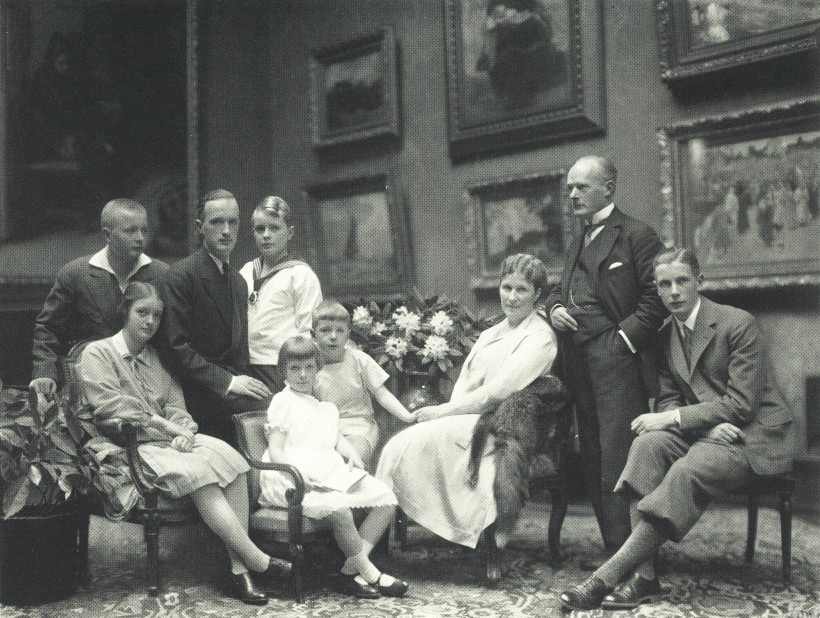
Густав Крупп із дружиною та дітьми (1928). Гаральд — четвертий ліворуч (стоїть у білій сорочці).

П'ятий син промисловця Густава Круппа і його дружини Берти. Значну частину юності провів на сімейній віллі Гюґель в Ессені. Навчався в Альпійському ліцеї у швейцарському місті Цуоц. 
Під час Другої світової війни — ад'ютант генерала артилерії в Румунії. 15 листопада 1943 року разом із братами, сестрами та Зітою фон Медінгер, вдовою загиблого в січні 1940 році старшого брата Клауса, підписав «Указ фюрера про сімейний бізнес фірми Friedrich Krupp AG», згідно з яким вони всі відмовились від спадку, щоб сімейна фірма дісталась найстаршому брату Альфріду. У 1944 році, після капітуляції частин вермахту в Румунії, потрапив у радянський полон. Певний час приховував своє прізвище. Коли походження Гаральда розкрилось, він був негайно доставлений у в'язницю для політв'язнів у Москві і згодом засуджений до 25 років позбавлення волі: Гаральд звинувачувався в шпигунстві і в тому, що приймав у своєму домі Адольфа Гітлера та інших високопоставлених нацистів. Протягом 5 років Гаральд працював у залізнорудній шахті біля Свердловська. У 1955 році достроково звільнений.
У 1951 році Альфрід Крупп, засуджений під час одного з подальших Нюрнберзьких процесів до 12 років ув'язнення, вийшов із в'язниці і підписав договір, згідно з яким усі брати, сестри та син загиблого Клауса Арнольд отримали по 10 000 000 марок компенсації за відмову від спадку. У 1955 році старший брат Бертольд, який вклав значну частину своїх грошей у деякі компанії (серед них — Wasag AG і Jurid-Werke GmbH), разом із Гаральдом заснував компанію Bohlen Industrie GmbH.
У 1957 році Гаральд був головним підозрюваним у вбивстві повії Розмарі Нітрібітт, проте прокурора задовольнило його алібі, підтверджене слугою Гаральда.

## Сім'я
У 1960 році одружився з Дьорте фон Гілльрінґгаус, дочкою вуппертальського фабриканта. У шлюбі народилося 3 дітей:
1. Фрідріх(нар. 1962) — колишній член правління Bohlen Industrie GmbH.
2. Георг (нар. 1963)
3. Софі (нар. 1966)

## Нагороди
- Медаль «За зимову кампанію на Сході 1941/42»[4]